# Еровете
Еровете е село в Южна България. То се намира в община Кирково, област Кърджали.

## География
Село Еровете се намира в планински район, на надморска височина от около 340 м и заема площ от 2087 кв. км. Разположено е на 38 км южно от областния център Кърджали и на 17 км северозападно от общинския център Кирково.

## Име
Старото име на селото е Хорозлу или Аразлъ (от тур. "хороз" (петел), в превод Петлово). Преименувано е на Еровете, вероятно чрез неособено удачната практика за уподобяване на дотогавашното име, с Министерска заповед 3775 от 7. XII. 1934.

## Население
Преброяване на населението през 2011 г.
Численост и дял на етническите групи според преброяването на населението през 2011 г.:
|                     | Численост | Дял (в %) |
| Общо                | 101       | 100,00    |
| Българи             | 0         | 0,00      |
| Турци               | 100       | 99,00     |
| Цигани              | 0         | 0,00      |
| Други               | 0         | 0,00      |
| Не се самоопределят | 0         | 0,00      |
| Неотговорили        | 0         | 0,00      |